# 안동 제산종택
안동 제산종택(安東 霽山宗宅)은 경상북도 안동시 임하면 천전리에 있는 조선시대의 건축물이다. 2002년 10월 14일 경상북도의 민속문화재 제129호로 지정되었다.

## 참고 자료
- 안동제산종택 - 국가유산청 국가유산포털